# Думбравица (Бистрица-Насауд)
Думбравица (рум. Dumbrăvița) насеље је у Румунији у округу Бистрица-Насауд у општини Спермезеу. Oпштина се налази на надморској висини од 299 m.

## Становништво
Према подацима из 2002. године у насељу је живело 775 становника, од којих су сви румунске националности.